# Ralph Towner
Ralph Towner (ur. 1 marca 1940 w Chehalis w stanie Waszyngton) – amerykański multiinstrumentalista, kompozytor, aranżer i bandleader. Gra na gitarze dwunastostrunowej, gitarze akustycznej, fortepianie, syntezatorze, instrumentach perkusyjnych i trąbce.

## Życiorys
Urodził się w 1940 w Chehalis. Swoją karierę rozpoczął jako wykształcony gitarzysta. W późnych latach 70. dołączył do grupy "Consort" kierowanej przez pioniera world music Paula Wintera. Wraz z kolegami z zespołu (Paul McCandless, Glen Moore, Collin Walcott) Towner opuścił The Winter Consort w 1970 i utworzył grupę Oregon, która w latach 70. nagrała szereg znaczących płyt. Nagrania te łączyły w sobie muzykę folk, klasyczne formy muzyki indyjskiej i improwizacje inspirowane jazzem awangardowym. W tym samym czasie Towner rozpoczął długotrwałą współpracę z wytwórnią ECM, która firmowała prawie wszystkie jego solowe nagrania, począwszy od wydanej w 1972 płyty Trios/Solos - pierwszej nagranej przez Townera w roli leadera. Artysta występował też często jako sideman, w tym na utrzymanym w konwencji jazz fusion albumie grupy Weather Report zatytułowanym I Sing the Body Electric (1972).
W przeciwieństwie do wielu gitarzystów jazzowych, Towner unika gry na gitarze elektrycznej, używając 6- i 12-strunowych gitar o nylonowych strunach. W konsekwencji, występuje z reguły w małych grupach muzyków grających najczęściej na instrumentach akustycznych, kładąc nacisk na dynamikę i wzajemne relacje pomiędzy muzykami i instrumentami. Towner uzyskuje często specyficzny efekt perkusyjny wplatając między struny gitary papier bądź inne materiały. Zarówno z grupą Oregon, jak i w swoich solowych nagraniach, wykorzystuje często technikę overdubbingu, co pozwala mu grać na fortepianie (lub syntezatorze) oraz gitarze w tym samym utworze; najbardziej znacząco wykorzystuje tę technikę na albumie z 1974 Diary, gdzie gra duety fortepianowo-gitarowe w większości spośród 8 zamieszczonych na albumie utworów. W latach 80. Towner używał też bardzo często syntezatora Prophet V, jednak w późniejszym czasie dominującą rolę w jego muzyce odgrywała gitara.
Towner, który urodził się w rodzinie muzyków (mama była nauczycielką gry na fortepianie, natomiast ojciec grał na trąbce) naukę gry na fortepianie rozpoczął już w wieku 3 lat. 2 lata później zaczął pobierać lekcje z gry na trąbce. Grą na gitarze nie zajmował się aż do czasu kiedy rozpoczął naukę na Uniwersytecie Oregonu, gdzie studiował również kompozycję u Homera Kellera. Towner studiował też grę na gitarze klasycznej w Wiedniu pod kierunkiem Karla Scheita. Jak sam wyznaje, muzyce europejskiej (w szczególności wiedeńskiemu klasycyzmowi, romantyzmowi i wiedeńskiej awangardzie) zawdzięcza równie wiele, co jazzowi.
W latach 60. występował jako pianista grając jazz w Nowym Jorku. W jego muzyce wyraźny był wówczas wpływ Billa Evansa. Na przełomie lat 60. i 70. zaczął improwizować na gitarze klasycznej i dwunastostrunowej. Grywał wtedy z muzykami, którzy grali z Evansem (m.in. flecista Jeremy Steig, basiści Eddie Gómez, Marc Johnson, Gary Peacock oraz perkusista Jack DeJohnette).
Nagrania Townera obejmują różnoraką stylistykę, poza jazzem muzykę poważną, folk i world music.
Obecnie Towner mieszka w Rzymie.

## Dyskografia
- Trios / Solos (1972) – wraz z Glenem Moore’em
- Diary (1974)
- Matchbook (1975) – wraz z Garym Burtonem
- Solstice (1975)
- Sargasso Sea (1976) – wraz z Johnem Abercrombie’em
- Solstice - Sound and Shadows (1977)
- Batik (1978)
- Old Friends, New Friends (1979)
- Solo Concert (1979)
- Five Years Later (1982) – wraz z Johnem Abercrombie’em
- Blue Sun (1983)
- Slide Show (1986) – wraz z Garym Burtonem
- City of Eyes (1989)
- Open Letter (1992)
- Oracle (1994) – z Garym Peacockiem
- Lost and Found (1996)
- Ana (1997)
- A Closer View (1998) – z Garym Peacockiem
- Anthem (2001)
- Time Line (2006)
- From a Dream (2008) – z Slavą Grigoryan i Wolfgangiem Muthspielem
- Chiaroscuro (2009) – z Paolo Fresu